# Gunfire
Gunfire ist eine italienische Heavy-Metal-Band aus Ancona, die im Jahr 1981 gegründet, 1986 aufgelöst und 2002 neu gegründet wurde.

## Geschichte
Die Band wurde im Jahr 1981 von Sänger Roberto "Drake" Borrelli und Gitarrist Maurizio "Maury Lyon" Leone gegründet. Im Jahr 1984 kam Gitarrist Fabio Allegretto zur Band, wodurch der bisherige Gitarrist Leone zum Bass wechselte. Währenddessen nahmen sie ihr erstes Lied auf, das den Namen Thunder of War tragen sollte. Nach zwei Monaten nahm die Band innerhalb von zwei Tagen ihr erstes Demo auf. Die Auflage bestand aus 50 Kopien, die an Freunde und verschiedene Magazine verteilt wurden. Danach folgten einige Auftritte in Italien.
Die Band erreichte einen Vertrag mit Discotto Irae Records. Die Aufnahmen für den nächsten Tonträger dauerten eine Woche, wobei die Veröffentlichung auf 2000 Kopien limitiert war. Im Jahr 1986 trennte sich die Band.
Im Jahr 2002 kehrte die Band zurück, wobei das Demo The Fire Still Burns veröffentlicht wurde, das Aufnahmen aus dem Jahr 1985 enthielt. Als neue Mitglieder waren nun Gitarrist Luca Calò und Schlagzeuger Diego Romagnoli in der Band. Im Jahr 2004 kam mit Marco Bianchella ein neuer Schlagzeuger zur Band.
Im Jahr 2004 wurde das Debütalbum Thunder of War über Battle Cry Records veröffentlicht. Erst zehn Jahre später folgte mit Age of Supremacy das zweite Album.

## Stil
Die Band spielt Heavy Metal, der klanglich ganz der Musik  aus den 1980er-Jahren entspricht.

## Diskografie
- 1984: Demo (Demo, Eigenveröffentlichung)
- 1984: Gunfire (EP, Discotto Irae Records)
- 2002: The Fire Still Burns (Demo, Eigenveröffentlichung)
- 2004: Thunder of War (Album, Battle Cry Records)
- 2014: Age of Supremacy (Album, Jolly Roger Records)[3]